# كوجوليتو
كوجوليتو هي كومونا في مدينة جنوة الحضرية في منطقة ليغوريا الإيطالية ، وتقع على بعد حوالي 25 كيلومتر (16 ميل) غرب جينوفا. تمتد أراضيها من البحر إلى جبال الأبينيني الليغورية تعد جزء من منتزه مونتي بيغوا الإقليمي الطبيعي.

## التاريخ
تم تحديد منطقة كوجوليتو في Roman اللوحة البويتينغرية على أنها Hasta، مع وجود جسر (دمر في الحرب العالمية الثانية بواسطة قصف الحلفاء). يعود أول ذكر للمدينة إلى عام 1039 ، وفي عام 1091 تم تضمينها في ماركيزيت سافونا بونيفاسيو ديل فاستو . في عام 1343 حصلت عليها جمهورية جنوة .
في 11 أبريل 1800 كانت مقر معركة بين الجيشين الفرنسي والنمساوي . أصبحت كوجوليتو جزءًا من مملكة سردينيا في عام 1815 ، بعد تاريخها في توحيد إيطاليا والتاريخ الإيطالي الحديث.

## المعالم السياحية الرئيسية
- خطابة سانت لورانس ، يعود تاريخها إلى القرن الثالث عشر
- أورتو بوتانيكو دي فيلا بيوكا ، حديقة نباتية
- مسقط رأس كريستوفر كولومبوس

## المدن التوأم
- أوبر-رامشتات، ألمانيا.
- سانتا كولوما دي جرامانيت، إسبانيا.
- أوليمبيا، اليونان.

## محادثة طبيعية
يقع جزء من أراضي البلدية داخل حدود Parco naturale regionale del Beigua . 